# Arrocera San Fernando
Arrocera San Fernando ist eine Ortschaft in Uruguay.

## Geographie
Der Ort befindet sich auf dem Gebiet des Departamento Treinta y Tres in dessen Sektor 3. Arrocera San Fernando liegt südöstlich von Arrocera Rincón und nördlich von Arrocera La Catumbera und Arrocera La Querencia.

## Einwohner
Arrocera San Fernando hatte bei der Volkszählung im Jahre 2011 72 Einwohner, davon 36 männliche und 36 weibliche. Bei den vorhergehenden Volkszählungen von 1963 bis 2004 wurden für den Ort keine statistischen Daten erfasst.
| Jahr | Einwohner |
| ---- | --------- |
| 1996 | -         |
| 2004 | -         |
| 2011 | 72        |

Quelle: Instituto Nacional de Estadística de Uruguay